# Mesochorus grenadensis
Mesochorus grenadensis là một loài tò vò trong họ Ichneumonidae.